# Operação Pomar
Operação Pomar (em inglês:  Operation Orchard em hebraico:  מבצע בוסתן, Mivtza bustan)  foi um ataque aéreo israelense em um reator nuclear suspeito na região de Deir ez-Zor na Síria, que ocorreu logo após a meia-noite (hora local) em 6 de setembro de 2007. Os governos de Israel e dos Estados Unidos impuseram blackouts  de notícias praticamente totais imediatamente depois da incursão que organizaram por sete meses. A Casa Branca e a Agência Central de Inteligência (CIA) posteriormente confirmaram que a inteligência estadunidense também havia indicado que o local era uma instalação nuclear com fins militares, embora a Síria negasse. Uma investigação da Agência Internacional de Energia Atômica (AIEA) de 2009 relatou evidências de urânio e de grafite e concluiu que o local tinha características semelhantes à de um reator nuclear clandestino. A AIEA foi inicialmente incapaz de confirmar ou negar a natureza do local, porque, de acordo com a AIEA, a Síria não conseguiu fornecer a cooperação necessária com a investigação. A Síria contestou estas alegações. Quase quatro anos depois, em abril de 2011, a AIEA confirmou oficialmente que o local era um reator nuclear.
O ataque israelense seguiu consultas de alto nível com a administração Bush. Depois de perceber que os Estados Unidos não estavam dispostos a assumir sua própria ação militar, o primeiro-ministro Ehud Olmert decidiu aderir em 1981 à Doutrina Begin e unilateralmente atacou para impedir uma  eficácia das armas nucleares síria, apesar de sérias preocupações sobre uma retaliação síria. Em contraste com o uso prévio da doutrina contra o Iraque, o ataque aéreo contra a Síria não provocou protestos internacionais. A razão principal é que Israel manteve silêncio total e completo sobre o ataque, e a Síria acobertou suas atividades no local e não cooperou plenamente com a AIEA. O silêncio internacional pode ter sido um reconhecimento tácito da inevitabilidade de ataques preventivos em "programas nucleares clandestinos em seus estágios iniciais." Se for verdade, a Doutrina Begin, sem dúvida, desempenhou um papel em moldar essa percepção global.